# Ghiyath al-Din Mahmud III Shah
Ghiyath al-Din Mahmud III Shah fou sultà de Bengala (1533-1538), fill d'Ala al-Din Husayn Shah (1494-1518) que va tenir 18 fills. El seu germà gran Nasir al-Din Nusrat Shah (518-1533) el va designar hereu però el su cunyat Makhdum Alam, governador del nord de Bihar va posar al tron al fill del difunt, Abu-l Badr amb el nom d'Ala al-Din Firuz IV Shah (1533), però només va regnar uns mesos doncs Mahmud (III) el va matar i va assolir el tron. Makhdum no el va voler reconèixer i es va aliar amb Sher Khan (el futur Sher Shah). Mahmud en resposta es va aliar als Nuhanis de Bihar que no tenien cap líder competen. Kutb Khan Nuhani, governador de Monghyr, fou enviat contra Sher Khan, però fou derrotat i mort. Mahmud va aixecar un exèrcit que va atacar a Makhdum que va ser derrotat i mort aprofitant que tot i la seva victòria Sher Khan estava ocupat amb els nuhanis, però Makhdum havia confiat el seu tresor a Sher Khan i Mahmud no es va poder aprofitar de la victòria.
Djalal Khan, el nuhani de Bihar, va planejar l'assassinat de Sher Khan però el complot va fracassar i va fugir cap a Bengala sota la protecció de Mahmud, que va aconseguir ocupar el Bihar abans que Sher Khan. El març del 1534 un fort exèrcit va sortir de Monghyr sota el comandament d'Ibrahim Khan i va anar a trobar a Sher Khan al que va trobar a la plana de Surajgarh prop de la vila de Rarh. Ibrahim fou derrotat i mort i Djalal Khan Nuhani que l'acompanyava va fugir altre cop cap a Bengala.
Aprofitant que Humayun estava ocupat al sultanat de Gujarat, Sher Khan va iniciar l'ofensiva el 1536. Mahmud havia fortificat el congost de Teliyagarhi amb ajut portuguès i Sher hi va deixar al seu fill anomenat també Djalal Khan, i ell mateix va agafar el comandament del gruix de les forces i va donar un tomba cap a Jarkhand i es va presentar per sorpresa davant Gaur. Els portuguesos van aconsellar d'aguantar fins a les pluges del monsó quan es podria tallar la retirada dels atacants amb la flota, però la moral era de derrota i Mahmud va signar un acord amb Sher Khan pel que acceptava pagar un tribut anual de deu lakhs de tankas i cedir el territori més enllà del riu Kosi a Hajipur i de Garhi a Monghyr, unes terres d'importància estratègica.
Sher Khan va agafar el títol de Sher Shah i aviat, al·legant que Mahmud no pagava el tribut, va enviar Bengala. Va passar pel congost de Teliyagarhi que no fou defensat pels bengalís, i va assetjar Gaur. Llavors va saber que Humayun havia atacat Cunar i va marxar en ajut d'aquesta població deixant al seu fill encarregat de seguir el setge. Mahmud va refusar ajut als portuguesos que li van refusar, i Mahmud, en veure que les provisions començaven a mancar, va decidir sortir i lliurar una batalla decisiva, sent ferit i havent de fugir cap al nord de Bihar mentre els afganesos conquerien Gaur a l'assalt (abril de 1538). Mahmud va cridar en ajut a Humayunque va marxar cap a Gaur però abans que hi arribés Mahmud ja s'havia emportat el tresor. Duran el viatge cap a Gaur amb Humayun, Mahmud va saber dos dels seus fills havien mort a mans dels afganesos i va tenir un disgust tan gran que no va tardar a morir.